# 酸化テルビウム(III)
酸化テルビウム(III)（さんかテルビウム、terbium(III) oxide）とは、テルビウム(III) の酸化物の一種で組成式は Tb2O3 と表される。

## 製法
酸化テルビウム(III,IV) (Tb4O7) を水素雰囲気下、1300 ℃ で 24 時間加熱すると得られる。
また酸化テルビウム(III,IV)を白熱状態まで加熱しても生成し、その酸素解離圧の温度依存性も測定されている。

## 性質
p型の半導体としての性質を示す。
塩基性酸化物であり希酸に容易く溶解し、ほとんど無色のテルビウム塩を生成する。
Tb2O3 + 6 H+ → 2 Tb3+ + 3 H2O
結晶構造は立方晶系で、その格子定数はa = 1057 pmである。